# おーくぼんぼん
『おーくぼんぼん』は、2014年4月25日から2015年3月27日までTBS系列で放送されていたトーク・情報バラエティ番組かつ大久保佳代子の冠番組である。放送時間は土曜0:50 - 1:20（金曜深夜。JST）。

## 概要
2014年3月まで『大久保じゃあナイト』に出演していたオアシズの大久保佳代子が引き続きMCを担当する。毎週1つのテーマを定め、それに基づき番組の女性ディレクターやタレントが取材したVTRをMC陣が見ながらトークを繰り広げる。「女性による、女性のための、女性目線」がキーワード。
VTRのナレーションは声優の竹達彩奈が担当しており、彼女の真面目な声での淫語を連発する解説も人気となっている。
『大久保じゃあナイト』では全編生放送だったが、本番組は収録放送となっていた。

## 出演者

### MC
- 大久保佳代子（オアシズ）

### アシスタント
- 山里亮太（南海キャンディーズ）
  - 初期はスタジオゲストを呼んでいたが（バービーなど）、現在はもっぱら上記2名のみで進行している。なおバービーはときおりVTR出演することがある。

## 放送リスト
| 放送回数 | 放送日 （TBS） | ゲスト                                               |
| -------- | -------------- | ---------------------------------------------------- |
| 第1回    | 2014年 4月26日 | バービー、倉本康子                                   |
| 第2回    | 2014年 5月3日  | 最上もが、hitomi                                     |
| 第3回    | 2014年 5月10日 | 奥村智子（湘南美容外科クリニックドクター）、バービー |
| 第4回    | 2014年 5月17日 | IMALU、崎本大海                                      |
| 第5回    | 2014年 5月24日 |                                                      |

## ネット局と放送時間
| 放送対象地域   | 放送局                    | 系列    | 放送期間        | 放送日時                     | 遅れ       |
| -------------- | ------------------------- | ------- | --------------- | ---------------------------- | ---------- |
| 関東広域圏     | TBSテレビ（TBS）          | TBS系列 | 2014年4月25日 - | 土曜 0:50 - 1:20（金曜深夜） | 製作局     |
| 福島県         | テレビユー福島（TUF）     | TBS系列 | 2014年4月25日 - | 土曜 0:50 - 1:20（金曜深夜） | 同時ネット |
| 鳥取県・島根県 | 山陰放送（BSS）           | TBS系列 | 2014年4月25日 - | 土曜 0:50 - 1:20（金曜深夜） | 同時ネット |
| 愛媛県         | あいテレビ（ITV）         | TBS系列 | 2014年4月25日 - | 土曜 0:50 - 1:20（金曜深夜） | 同時ネット |
| 石川県         | 北陸放送（MRO）           | TBS系列 | 2014年4月30日 - | 木曜 1:13 - 1:43（水曜深夜） | 遅れネット |
| 新潟県         | 新潟放送（BSN）           | TBS系列 | 2014年5月5日 -  | 月曜 23:53 - 翌0:23          | 遅れネット |
| 岡山県・香川県 | 山陽放送（RSK）           | TBS系列 | 2014年5月5日 -  | 火曜 1:08 - 1:38（月曜深夜） | 遅れネット |
| 富山県         | チューリップテレビ（TUT） | TBS系列 | 2014年5月6日 -  | 水曜 0:08 - 0:38（火曜深夜） | 遅れネット |
| 岩手県         | IBC岩手放送（IBC）        | TBS系列 | 2014年5月6日 -  | 水曜 0:41 - 1:11（火曜深夜） | 遅れネット |
| 北海道         | 北海道放送（HBC）         | TBS系列 | 2014年5月7日 -  | 木曜 0:39 - 1:10（水曜深夜） | 遅れネット |
| 鹿児島県       | 南日本放送（MBC）         | TBS系列 | 2014年5月8日 -  | 金曜 0:05 - 0:35（木曜深夜） | 遅れネット |
| 長野県         | 信越放送（SBC）           | TBS系列 | 2014年5月8日 -  | 金曜 0:43 - 1:13（木曜深夜） | 遅れネット |
| 山口県         | テレビ山口（tys）         | TBS系列 | 2014年5月8日 -  | 金曜 0:58 - 1:28（木曜深夜） | 遅れネット |
| 長崎県         | 長崎放送（NBC）           | TBS系列 | 2014年5月8日 -  | 金曜 1:13 - 1:43（木曜深夜） | 遅れネット |
| 福岡県         | RKB毎日放送（RKB）        | TBS系列 | 2014年5月12日 - | 火曜 1:58 - 2:28（月曜深夜） | 遅れネット |
| 宮城県         | 東北放送（TBC）           | TBS系列 | 2014年5月13日 - | 水曜 0:43 - 1:13（火曜深夜） | 遅れネット |
| 山形県         | テレビユー山形（TUY）     | TBS系列 | 2014年5月14日 - | 木曜 0:38 - 1:08（水曜深夜） | 遅れネット |
| 中京広域圏     | CBCテレビ（CBC）          | TBS系列 | 2014年9月30日 - | 火曜 23:53 - 翌0:25          | 遅れネット |
| 沖縄県         | 琉球放送（RBC）           | TBS系列 | 開始時期不明    | 火曜 0:58 - 1:28（月曜深夜） | 遅れネット |

## スタッフ
- 構成：桜井慎一、小川浩之、佐藤俊明、木南広明
- ナレーション：竹達彩奈
- TM：荒木健一
- TD：依田純、梶谷美保（共にCAM兼務）
- VE：姫野雅美
- CAM：梶谷美保、依田純
- 音声：山崎和敏
- 照明：髙木亘、山本和宏
- 音楽効果：松下俊彦、上島光央
- CG：大森清一郎（STUDIO GOONEYS）、大内仁美（STUDIO GOONEYS）
- バーチャル：南弘紀
- 編集・MA：T-TEX
- ロケ技術：スウィッシュ・ジャパン
- 技術協力：東通、ティ・エル・シー、エヌ・エス・ティー、TAMCO
- 編集協力：東京オフラインセンター
- リサーチ：村城大輔
- 美術プロデューサー：三須明子
- 美術制作：鈴木康裕
- 編成：前田麻友→吉本香苗
- 宣伝：鈴木慎一郎→鈴木慎治
- デスク：大島史子、杉川詠美
- FD：伊藤良美（以前はCAD）
- CAD：青木優介
- AD：桑原美幸
- AP：市川舞子
- ディレクター：光用さやか、松延由子、久野公嗣、川瀬貴裕、丸谷水希、山際梨沙、白岩大輔、坂本ミズホ、山越由貴、肥後智一
- PSV：マッコイ斎藤
- 総合演出：渡辺資
- プロデューサー：田村恵里
- 制作著作：TBS

## 関連番組
- 大久保じゃあナイト - 前身・母体番組